# Mindanaohornvogel

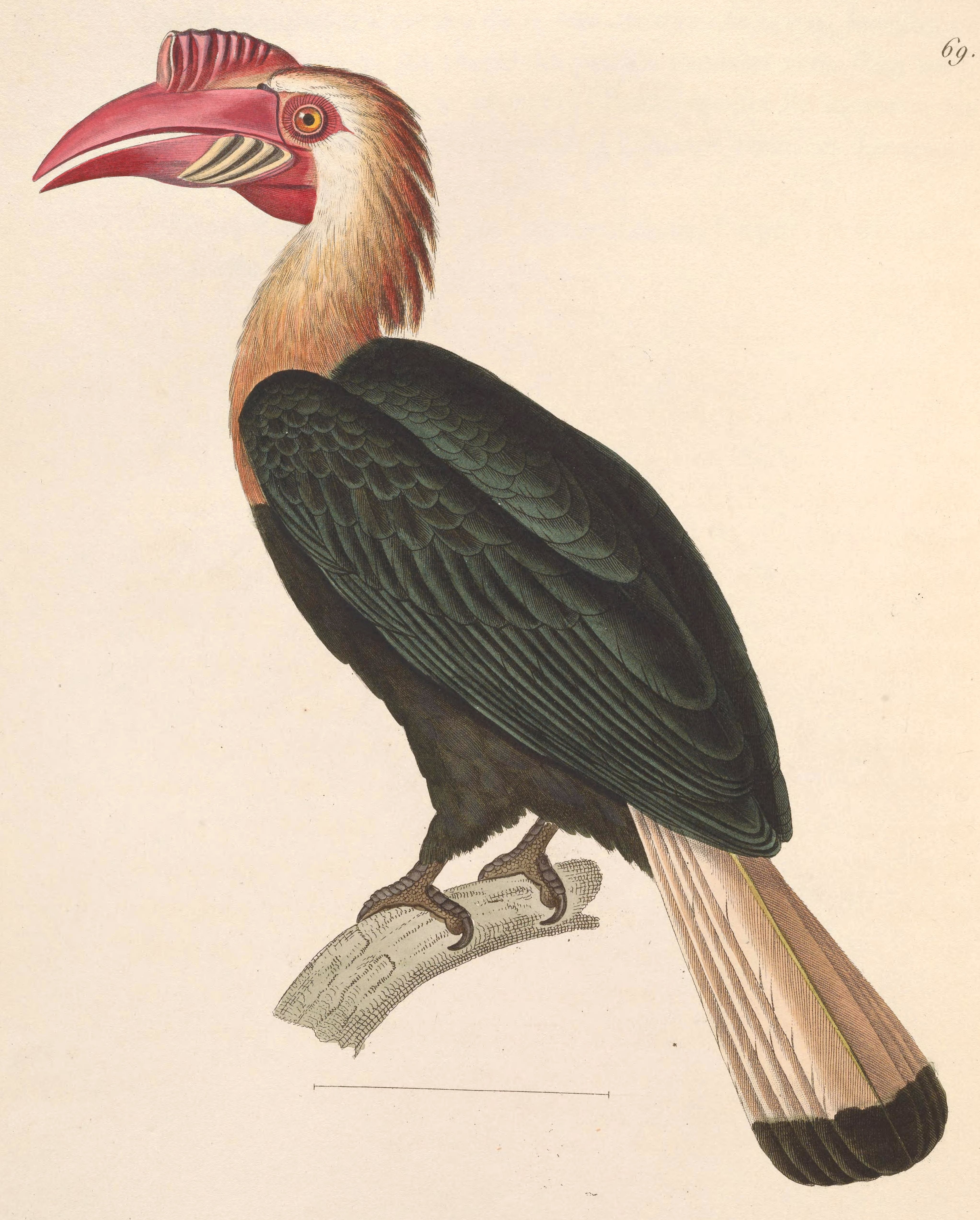
Darstellung eines Mindanaohornvogels

Der Mindanaohornvogel (Rhabdotorrhinus leucocephalus) ist eine Vogelart aus der Familie der Nashornvögel, die ausschließlich auf philippinischen Inseln vorkommt. Die systematische Einordnung dieser Vogelart ist noch ungeklärt. Er wird in der Gattung Rhabdotorrhinus eingeordnet.
Die Bestandssituation des Mindanaohornvogels wurde 2016 in der Roten Liste gefährdeter Arten der IUCN als „Near Threatened (NT)“ = „potentiell gefährdet“ eingestuft.

## Erscheinungsbild
Der Mindanaohornvogel ist ein mittelgroßer Nashornvogel. Auf den Schwanz entfallen beim Männchen durchschnittlich 23,6 Zentimeter, der Schnabel des Weibchens ist mit 22,2 Zentimeter etwas kleiner. Der Schnabel ist beim Männchen durchschnittlich 14,5 Zentimeter lang, der des Weibchens ist durchschnittlich ein Zentimeter kürzer. Der Geschlechtsdimorphismus ist bei dieser Art kaum ausgeprägt.

### Erscheinungsbild des Männchens
Der Scheitel und der Hinterhals sind dunkelbraun, der Körper und die Flügel sind schwarz, wobei das Gefieder der Körperoberseite metallisch schimmert. Das Gesicht, der vordere Hals und die vordere Brust sind weiß. Die Brust wirkt bei vielen Individuen durch Verfärbungen mit dem Bürzelöl jedoch cremefarben.
Das Körpergefieder ist überwiegend schwarz. Das adulte Männchen hat einen weißen Kopf und Hals. Der Schwanz ist weiß mit einer schwarzen Spitze. Der Schnabel ist rot, auf der basalen Hälfte des Unterschnabels ist er blau und schwarz gefurcht. Das Schnabelhorn ist hoch und schmal und endet abrupt in der Mittel des Schnabels. Die nackte Haut um das Auge und der große, nackte Kehlsack sind leuchtend orange. Die Augen, die Augen sind rot, die Beine und die Füße sind schwarz.

### Merkmale des Weibchens und der Jungvögel
Die adulten Weibchen haben ein Körpergefieder, das dem der Männchen weitgehend gleicht. Das Weibchen ist jedoch kleiner und hat ein Schnabelhorn, das anders als beim Männchen nicht gebogen. Die Schnabelfurchen auf dem unteren Schnabel sind braun und nicht schwarz und blau wie beim Männchen. Der Schnabel ist außerdem insgesamt etwas blasser. Der Kopf und der Hals sind vollständig schwarz befiedert.
Bei den Jungvögeln zeigen beide Geschlechter zunächst ein Körpergefieder, das dem Männchen gleicht. Das Schnabelhorn ist noch nicht entwickelt, der Schnabel ist heller als beim adulten Weibchen. Es fehlen noch die Schnabelfurchen. Die unbefiederte Gesichtshaut ist leuchtend gelb, aber blasser als bei den Männchen. Die Augen sind blaugrau. Die Beine und Füße sind noch grau.

## Verwechselungsmöglichkeiten
Im Verbreitungsgebiet des Mindanaohornvogels kommt auch der Feuerhornvogel vor, der im Körpergefieder dem des Mindanaohornvogels ähnelt. Der Feuerhornvogel ist jedoch deutlich größer, der Schnabel hat eine gelbliche Spitze, der Schwanz weist keine schwarze Endbinde um. Das Gefieder ist bräunlich. Der Mindanao-Tariktikhornvogel ist dagegen deutlich kleiner als der Mindanaohornvogel. Bei dieser Nashornvogelart sind der Schwanz und der Schnabel dunkel. Das Männchen hat außerdem eine helle Körperunterseite.

## Verbreitungsgebiet und Lebensraum

Verbreitungsgebiet des MIndanaohornvogels

Der Mindanaohornvogel kommt auf der philippinischen Insel Mindanao und den angrenzenden Inseln Camiguin Island und Dinagat vor. Er soll gelegentlich auch die Insel Siargao besuchen. Er lebt auf diesen Inseln überwiegend in immergrünen Regenwäldern unterhalb von 1000 Höhenmetern. Auf Mindanao gibt es im Vergleich zu anderen philippinischen Inseln noch ausreichend Waldgebiete, um eine Population zu erhalten. Auf den kleineren Inseln Dienstag, Siargao oder Camiguin ist dieser jedoch weitgehend verschwunden, was zu der Gefährdungssituation dieser Art beiträgt.

## Lebensweise
Der Mindanaohornvogel lebt einzelgängerisch, paarweise oder in kleinen Trupps von vier bis sechs Vögeln. In reichlich fruchttragenden Bäumen können sich jedoch bis zu 37 Individuen versammeln. Auch in solchen großen Trupps bleibt die Bindung zwischen zwei verpaarten Vögeln bestehen und sie verlassen gewöhnlich paarweise solche Trupps. Gelegentlich sind Mindanaohornvögel auch mit Feuerhornvögeln vergesellschaftet. Sie suchen gemeinsam dann nach Nahrung, fliegen gemeinsam in Nahrungsgründe und ruhen gemeinsam.
Der Mindanaohornvögel hält sich bevorzugt im oberen Wipfelbereich hoher Bäume auf. Seine Nahrung besteht zu einem großen Teil aus Früchten. Welche Bedeutung animalische Kost hat, ist noch nicht geklärt. Auch die Fortpflanzungsbiologie dieser Art ist noch nicht abschließend untersucht.

## Einzelbelege
1. 1 2 3  
Rhabdotorrhinus leucocephalus in der Roten Liste gefährdeter Arten der IUCN 2016. Eingestellt von: BirdLife International, 2016. Abgerufen am 3. Oktober 2017.
2. 1 2  Kemp: The Hornbills - Bucerotiformes. S. 221.
3. ↑  Kemp: The Hornbills - Bucerotiformes. S. 222.
4. ↑  Kemp: The Hornbills - Bucerotiformes. S. 223.